# Adélite
Ne doit pas être confondu avec Adelites.
L’adélite est une espèce minérale formée d’arséniate de calcium et magnésium de formule Ca Mg (AsO4) (OH). Les cristaux sont de petite taille et n'excèdent pas 5 mm.

## Historique de la description et appellations

### Inventeur et étymologie
Décrite par le minéralogiste suédois Sjogren en 1891. Du grec "Adnaldz" = obscure, en allusion à son manque de transparence.

### Topotype
- Deux cotopotypes : la Mine de Nordmark et Långban, Filipstad, Varmland, Suède.

### Synonymie
- kühnite [7]
- adélite est aussi un synonyme désuet de natrolite et de prehnite[8].

## Caractéristiques physico-chimiques

### Variétés et mélanges
- vanadian adelite : adélite riche en vanadium de formule idéale : CaMg([As,V]O4)(OH), trouvée en Allemagne.

### Cristallochimie
- Elle forme une série avec la gottlobite (it).
- L'adélite sert de chef de file à un groupe de minéraux isostructuraux formée d'arséniate ou de vanadate[9].

Groupe de l'adélite - descloizite
- Adélite CaMg(AsO4)(OH)  P 212121 2 2 2
- Arsendescloizite (it) PbZn(AsO4)(OH)  P 212121 2 2 2
- Austinite CaZn(AsO4)(OH)  P 212121 2 2 2
- Čechite (it) PbFe2+, Mn2+(VO4)(OH)
- Cobaltaustinite (it) CaCo(AsO4)(OH) P 212121 2 2 2
- Conichalcite CaCu(AsO4)(OH)  P 212121 2 2 2
- Descloizite Pb(Zn,Cu)(VO4)(OH)
- Duftite PbCu(AsO4)(OH) P 212121 2 2 2
- Gabrielsonite (it) PbFe(AsO4)(OH)  P 21m mm2
- Gottlobite (it) CaMg(VO4)(OH) P 212121 2 2 2
- Mottramite Pb(Cu,Zn)(VO4)(OH)
- Nickelaustinite (it) Ca(Ni,Zn)(AsO4)(OH) P 212121 2 2 2
- Pyrobelonite (it) PbMn+2(VO4)(OH)
- Tangeite CaCu(VO4)(OH)  P 212121 2 2 2

## Cristallographie
- Paramètres de la maille conventionnelle : a = 7,525 Å, b = 8,85 Å, c = 5,85 Å, Z = 4; V = 389,59 Å3
- Densité calculée = 3,76

## Gîtes et gisements

### Gîtologie et minéraux associés
GîtologieDans le métamorphisme des filons fer-manganèse  (Suède)
Dans les filons de willémite-franklinite dans le métamorphisme des filons de zinc (Franklin, New Jersey, États-Unis)
Minéraux associés
Sarkinite, arsenoclasite, braunite, hedyphane, fredrikssonite (Langban, Suède)
Hausmannite, magnétite, cuivre  (mine Kittel, Suède)
Hodgkinsonite, barite, allactite, rhodochrosite, franklinite, willémite ; chlorophoenicite  (Franklin, New Jersey, États-Unis)
Alleghanyite, kraisslite, sphalérite, rhodochrosite, willémite, franklinite ; johnbaumite–svabite, zincite, barytine, calcite (Sterling Hill, New Jersey,  États-Unis).

### Gisements producteurs de spécimens remarquables
- Allemagne

Grube Glücksstern, Gottlob-Hügel, Friedrichroda, Thüringer Wald, Thüringe pour la vanadian adelite.
- États-Unis

Franklin Mine, Franklin, Franklin Mining District, comté de Sussex, New Jersey
- Suède

Mine de Nordmark et Langban, filipstad, Varmland Suède.